# Demolició

Demolició de l'Old Myer Building, Perth (Austràlia)

La demolició és el contrari de construcció, és un concepte que fa referència a la destrucció d'edificis i altres estructures. L'edifici més alt demolit va ser el Singer Building de 47 plantes, de la Ciutat de Nova York. Aquest edifici va ser construït el 1908 i fou demolit el 1967-1968 per ser reemplaçat per l'One Liberty Plaza.
El cas del Singer Building fou excepcional, la demolició per a la majoria d'edificis -com les cases, que només fan dues o tres plantes d'alçada és un procés més simple. L'edifici es fa caure manualment o bé mecànicament fent servir material hidràulic: plataformes de treball elevades, grues, excavadores o buldòzers.
Els edificis més grans poden necessitar una bola de demolició, un objecte pesant sostingut per un cable que és balancejat amb una grua cap a la façana dels edificis. Les boles de demolició són especialment efectives contra la maçoneria però són més difícils de controlar. Els mètodes nous usen cisalles hidràuliques rotacionals i matxucadores de pedres silencioses junt amb excavadores per tallar o travessar fusta, acer i formigó. L'ús de cisalles és especialment comú quan el tall amb bufador fos perillós i poc recomanable.

## Implosió d'edificis
Els edificis i xemeneies altes, i cada vegada més algunes estructures menors, poden ser destruïdes per implosió d'edificis utilitzant explosius. Aquest procediment de demolició és molt ràpid —l'ensorrament per si mateix només triga uns quants segons— i un expert pot assegurar que l'edifici caigui dins el seu propi perímetre, per no fer mal bé les estructures properes. Això és essencial per a estructures altes en àrees densament urbanitzades. El perill més gran és el vol de runa que pot matar espectadors si es prepara incorrectament. Encara més perillós és l'error parcial d'un intent d'implosió. Quan un edifici no s'esfondra completament, l'estructura pot ser inestable, inclinant-se cap a un angle perillós farcida d'explosius a punt per detonar però encara en perfecte estat, fent difícil i insegur l'acostament dels treballadors.
Es triga diverses setmanes a preparar un edifici per dur-hi a terme una implosió. Tots els objectes de valor, com ara cables de coure, es treuen de l'edifici. Alguns materials s'han d'eliminar, com ara el vidre, que pot formar projectils mortífers, i l'aïllament, que pot escampar-se per una àmplia àrea. Algunes columnes seleccionades són perforades i als forats s'hi col·loca nitroglicerina i Tnt. Les columnes i murs menors s'emboliquen amb una corda de detonació. L'objectiu és usar la mínima quantitat d'explosiu possible; només unes quantes plantes s'armen amb explosius. Les àrees amb explosius es cobreixen amb un plàstic ample i tancat per absorbir la runa. Molt més llarg que la demolició pròpiament és la neteja del lloc, ja que la runa es carrega en camions i es transporta a un altre lloc. La destrucció de grans edificis és cada vegada més comuna pels massius projectes d'habitatges dels anys 1960 i 1970 que es van estenent arreu del món. Amb 133,8 m i 204.000 metres quadrats, el J.L. Hudson Department Store and Addition és l'edifici més alt amb estructura d'acer i l'estructura més gran mai implosionada ().
Mentre la implosió controlada és el mètode en el qual pensa el públic quan es parla de demolició, és extremadament perillós i s'usa només com a últim recurs quan els altres mètodes són poc pràctics o massa costosos.

## Materials de demolició

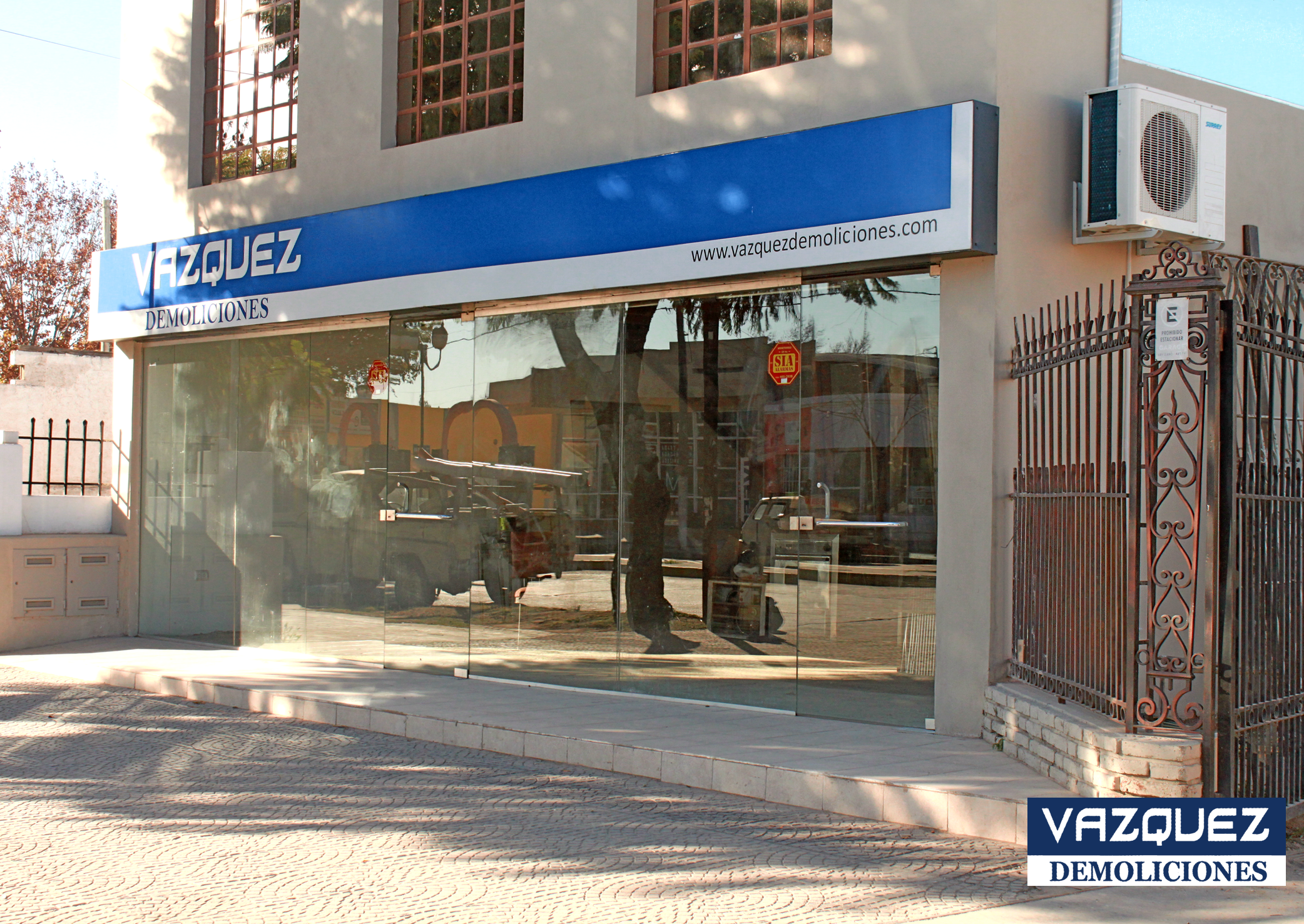
Saló de vendes d'una empresa de demolició en Alta Gracia, Córdoba - Argentina, dins del es troben els materials extrets i restaurats, llestos per ser reutilitzats.

Habitualment les construccions que han estat afectades per sinistres (terratrèmols, incendis, catàstrofes naturals, etc.), o que estan per ser demolides, ja que en aquest terreny, o sobre l'estructura que quedi de la demolició s'edifiqui una nova, deixen a càrrec de les empreses de demolició les obertures, ferros, reixes, pisos, escales, sostres i altres materials, que són extrets acuradament, per poder reutilitzar-los en altres construccions. Aquests materials generalment són molt valuosos perquè van ser usats a cases molt antigues, per tant, són únics, i habitualment ja no tenen competència econòmica, no se'n construeixen més. Ferro forjat, pinotea, garrofer, pisos de parquet, maçoneria, obertures, columnes, masades, escales, etc. es poden trobar als locals de venda de les demolicions.

## Tipus
Demolicions mecàniquesLes demolicions mecàniques consisteixen a treballar amb maquinària pesant: pala carregadora i pala excavadora sobre erugues, i es retira el material amb un camió bolques. El mateix procediment s'utilitza per practicar demolicions a gran escala i en llocs de risc en els quals el personal no pot estar-hi present. Les esmentades màquines són controlades per personal altament qualificat, respectant les normes de seguretat i d'higiene corresponents.
Demolicions tradicionalsEs treballa amb mà d'obra especialitzada, utilitzant tècniques tradicionals, a fi de conservar murs, mitjanceres i estructures. En aquest tipus de demolició no s'utilitza maquinària pesant.
Demolicions en sinistresEs treballa sobre accidents, perills d'ensorraments i emergències edilícies.
Demolicions amb agents no explosius
DesarmamentsRecuperació de cobertes parabòliques (tinglades) i desmantellament de peces que deixen de ser útils, per antiguitat, per sinistre o perquè la seva vida útil ha expirat i són rebutjades per ser tallades, desarmades i reciclades.

## Riscos laborals
Les obres de demolició impliquen riscos laborals especialment crítics dins del sector de la construcció, on en general la quantitat de riscos és alta. Açò és a causa de:
- Ser treballs de curta duració.
- Sol ser fet per empreses xicotetes, que sovint tenen gent no prou qualificada.
- Hi ha dificultat per saber l'estat de l'edifici a demolir.

En el cas valencià s'afegeixen dos factors més:
- A partir de la crisi econòmica espanyola de 2008 van aparèixer empreses sense experiència
- Segons troba Puchau Fabado, sol no seguir-se procediments ni mesures de prevenció de riscos laborals.[3]